# Kelly Sotherton

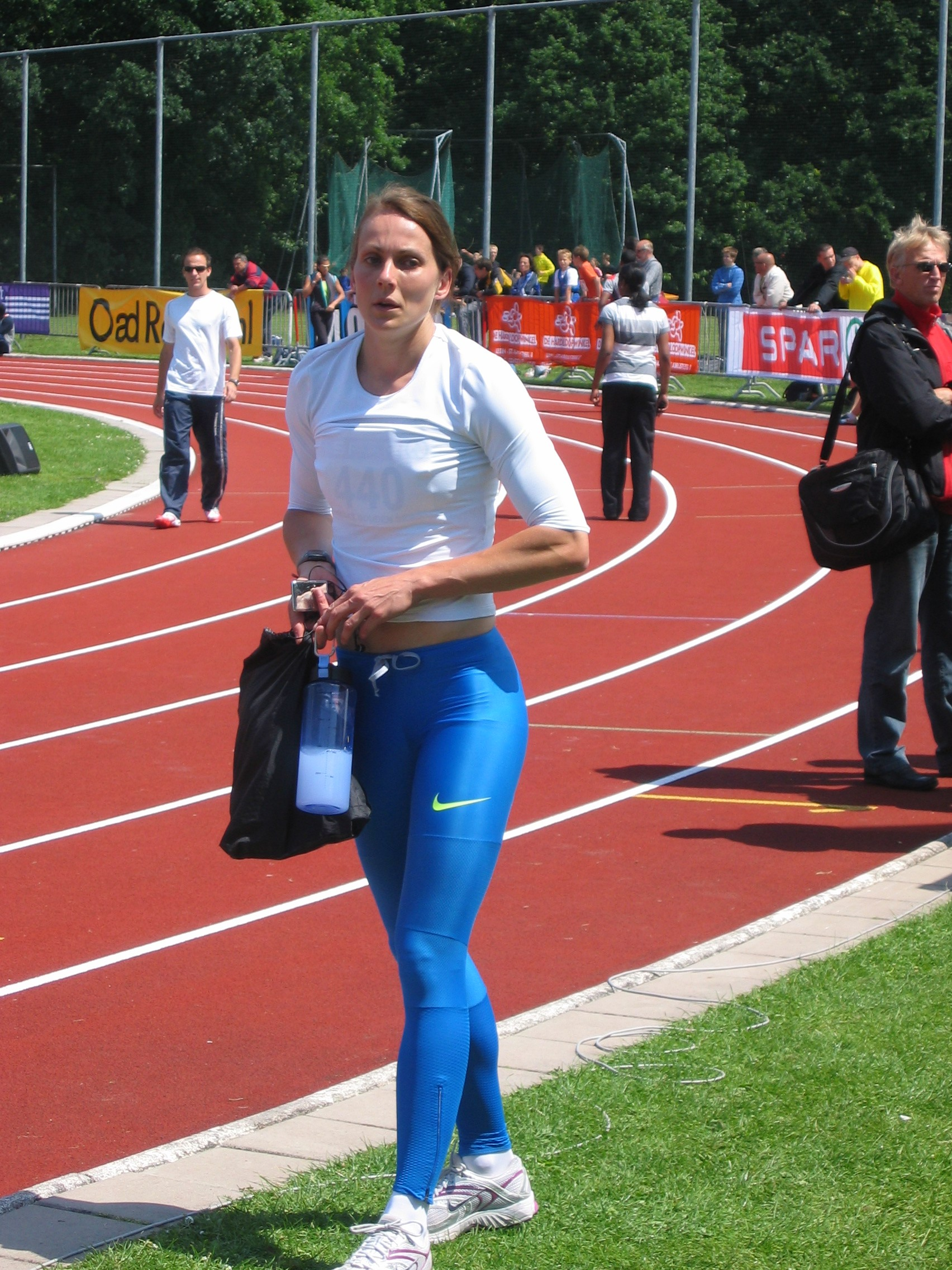
Kelly Sotherton

Kelly Jade Sotherton, née le 13 novembre 1976 à Newport sur l'Île de Wight, est une athlète britannique, évoluant principalement en heptathlon mais aussi au saut en longueur. Elle est triple médaillée olympique (heptathlon 2004 et 2008, 4 x 400 m en 2008).

## Carrière
Aux Jeux olympiques de 2004 à Athènes, elle remporta la médaille de bronze de l'heptathlon derrière Carolina Klüft et Austra Skujytė.
En 2005, elle devint vice-championne d'Europe du pentathlon en salle, encore une fois battue par Carolina Klüft. La même année, aux championnats du monde, ses espoirs de médailles furent ruinés à la suite d'une performance désastreuse au lancer du javelot.
En mars 2006, elle concourut pour l'Angleterre aux Jeux du Commonwealth, remportant l'or de l’heptathlon devant l'australienne Kylie Wheeler et sa compatriote Jessica Ennis.
En 2007, elle devient vice-championne d'Europe en salle devant son public à Birmingham, pour la seconde fois consécutive. Elle améliore le record du Royaume-Uni avec 4 927 points, battue seulement par la Suédoise Carolina Klüft (4 944 pts, WL). Au mois d'août, elle décroche sa première médaille en championnats du monde avec le bronze à Osaka.
En 2008, elle devient vice-championne du monde en salle à Valence puis termine 5e des Jeux olympiques de Pékin, à la fois sur l'heptathlon et le relais 4 × 400 m. Le 25 novembre 2016, Sotherton et ses compatriotes du relais apprennent qu'elles récupéreront la médaille de bronze à la suite des disqualifications pour dopage de la Russie et de la Biélorussie. Le 24 avril 2017, la Britannique apprend qu'elle recevra également la médaille de bronze de l'heptathlon, à la suite du dopage de l'Ukrainienne Lyudmyla Blonska (disqualifiée en 2008) mais désormais de la Russe Tatyana Chernova. Pour la retraitée des pistes depuis 2012 aujourd'hui âgée de 40 ans et désormais entraîneuse de la sauteuse en longueur Jazmin Sawyers, elle est désormais triple médaillée olympique.
Elle manque les saisons 2009 et 2010 à la suite de blessures, avant de faire un bref retour lors de l'hiver 2011 où elle décroche avec le relais 4 x 400 m la médaille d'argent des Championnats d'Europe en salle de Paris. Elle met un terme à sa carrière le 28 mai 2012 après une nouvelle blessure qui la contraint à déclarer forfait pour les Jeux olympiques de Londres.

## Palmarès
| Date | Compétition                           | Lieu                                  | Résultat | Épreuve    | Points        |
| ---- | ------------------------------------- | ------------------------------------- | -------- | ---------- | ------------- |
| 1997 | Championnats d'Europe espoirs         | Turku                                 | 10e      | Heptathlon | 5 585         |
| 2002 | Jeux du Commonwealth                  | Manchester                            | 7e       | Heptathlon | 5 728         |
| 2004 | Hypo-Meeting                          | Götzis                                | 2e       | Heptathlon | 6 406         |
| 2004 | Jeux olympiques                       | Athènes                               | 3e       | Heptathlon | 6 424         |
| 2004 | Décastar                              | Talence                               | 1re      | Heptathlon | 6 242         |
| 2004 | Coupe du monde des épreuves combinées | Coupe du monde des épreuves combinées | 2e       | Heptathlon | 19 072        |
| 2005 | Championnats d'Europe en salle        | Madrid                                | 2e       | Pentathlon | 4 733         |
| 2005 | Hypo-Meeting                          | Götzis                                | 2e       | Heptathlon | 6 547         |
| 2005 | Championnats du monde                 | Helsinki                              | 7e       | Longueur   | 6,42 m        |
| 2005 | Championnats du monde                 | Helsinki                              | 5e       | Heptathlon | 6 325         |
| 2005 | Décastar                              | Talence                               | 2e       | Heptathlon | 6 278         |
| 2005 | Coupe du monde des épreuves combinées | Coupe du monde des épreuves combinées | 3e       | Heptathlon | 19 150        |
| 2006 | Championnats d'Europe                 | Göteborg                              | 7e       | Heptathlon | 6 290         |
| 2006 | Finale mondiale                       | Stuttgart                             | 7e       | Longueur   | 5,85 m        |
| 2006 | Décastar                              | Talence                               | 2e       | Heptathlon | 6 186         |
| 2006 | Jeux du Commonwealth                  | Melbourne                             | 1re      | Heptathlon | 6 396         |
| 2007 | Championnats d'Europe en salle        | Birmingham                            | 2e       | Pentathlon | 4 927         |
| 2007 | Coupe d'Europe                        | Yalta                                 | 2e       | Heptathlon | 6 229         |
| 2007 | Championnats du monde                 | Osaka                                 | 3e       | Heptathlon | 6 510         |
| 2008 | Championnats du monde en salle        | Valence                               | 2e       | Pentathlon | 4 852         |
| 2008 | Jeux olympiques                       | Pékin                                 | 3e       | Heptathlon | 6 517         |
| 2008 | Jeux olympiques                       | Pékin                                 | 3e       | 4 x 400 m  | 3 min 22 s 68 |
| 2008 | Décastar                              | Talence                               | 2e       | Heptathlon | 6 439         |
| 2011 | Championnats d'Europe en salle        | Paris                                 | 2e       | 4 x 400 m  | 3 min 31 s 36 |

## Records
| Épreuve    | Performance | Lieu       | Date        |
| ---------- | ----------- | ---------- | ----------- |
| Pentathlon | 4 927 pts   | Birmingham | 2 mars 2007 |
| Heptathlon | 6 547 pts   | Götzis     | 29 mai 2005 |